# 虎屋源太夫
虎屋 源太夫（とらや げんたゆう、生没年不詳）は、江戸時代前期の浄瑠璃太夫である。別名に大源太夫。

## 経歴・人物
幼年期より、薩摩浄雲の門人となり古浄瑠璃を学ぶ。寛永の頃、江戸の堺町でからくり人形を取り入れた硬派の金平浄瑠璃を上演した。
後に上洛し、四条河原で一座を興し庶民に上演する等、当時大坂で活躍していた井上播磨掾等の上方浄瑠璃に大きく影響を与えた。その後江戸に戻り、1678年（延宝6年）には江戸城で当時徳川将軍であった徳川家綱の上覧も受ける等一躍有名な浄瑠璃太夫となった。

## 主な弟子
- 虎屋永閑（虎屋小源太夫）
- 伊勢大掾（伊勢島宮内）
- 虎屋喜太夫（上総少掾）

## 主な作品
- 『四天王頼光勇力諍』